# Henderson (Minnesota)
Henderson és una població dels Estats Units a l'estat de Minnesota. Segons el cens del 2000 tenia 910 habitants.

## Demografia
Segons el cens del 2000, Henderson tenia 910 habitants, 352 habitatges, i 230 famílies. La densitat de població era de 347,9 habitants per km².
Dels 352 habitatges en un 34,7% hi vivien nens de menys de 18 anys, en un 50,6% hi vivien parelles casades, en un 8,8% dones solteres, i en un 34,4% no eren unitats familiars. En el 28,1% dels habitatges hi vivien persones soles el 14,5% de les quals corresponia a persones de 65 anys o més que vivien soles. El nombre mitjà de persones vivint en cada habitatge era de 2,59 i el nombre mitjà de persones que vivien en cada família era de 3,21.
Per edats la població es repartia de la següent manera: un 27,9% tenia menys de 18 anys, un 7,1% entre 18 i 24, un 30,1% entre 25 i 44, un 21,4% de 45 a 60 i un 13,4% 65 anys o més.
L'edat mediana era de 36 anys. Per cada 100 dones de 18 o més anys hi havia 100 homes.
La renda mediana per habitatge era de 43.125 $ i la renda mediana per família de 49.091 $. Els homes tenien una renda mediana de 31.736 $ mentre que les dones 25.688 $. La renda per capita de la població era de 17.544 $. Entorn del 4,7% de les famílies i el 6,6% de la població estaven per davall del llindar de pobresa.

## Poblacions més properes
El següent diagrama mostra les poblacions més properes.